# 咖啡·愛情
是一部於2016年上映的美國浪漫愛情喜劇片，由伍迪·艾倫執導和編劇。電影主演包括珍妮·伯林、史提夫·卡爾、傑西·艾森柏格、布蕾克·萊芙莉、帕可兒·波茜、克莉絲汀·史都華、寇瑞·史托爾和肯·史托。本片於2016年5月11日在第69屆坎城影展上首映並作為開幕片，並由亞馬遜影業和獅門排於2016年7月15日在美國上映。

## 劇情
故事設定於1930年代，一名布朗克斯人移居至好萊塢，在那裡他喜歡上了叔叔能力優秀的秘書。回到紐約後，他開始在上流社會中充滿活力地大展長才。

## 演員
| 演員            | 角色          |
| 珍妮·伯林       | Rose          |
| 史提夫·卡爾     | Phill         |
| 傑西·艾森柏格   | Bobby Dorfman |
| 克莉絲汀·史都華 | Vonnie        |
| 布蕾克·萊芙莉   | Veronica      |
| 帕可兒·波茜     | Rad           |
| 寇瑞·史托爾     | Ben           |
| 肯·史托         | Marty         |
| 安娜·坎普       | Candy         |
| 托尼·西里科     | Leonard       |
| 麥斯·阿德勒     | Walt          |

## 發行
2016年2月，亞馬遜影業獲得了電影在美國的發行權。2016年3月，電影獲選為第69屆坎城影展的開幕片。電影也安排於2016年5月19日在西雅圖國際影展上放映。據宣布，獅門影業將與亞馬遜共同將本片發行於2016年8月12日。電影定於2016年7月15日在美國有限上映，7月29日才會廣泛上映。

## 反響
爛番茄根據51篇專業影評獲得了80%的新鮮度，平均得分6.5／10。Metacritic得分69，正面評價居多。
美國首映週末從五間戲院中獲得35萬5000美元。

## 外部連結
- 互联网电影数据库（IMDb）上《咖啡·愛情》的资料（英文）
- Box Office Mojo上《咖啡·愛情》的資料（英文）
- 爛番茄上《咖啡·愛情》的資料（英文）
- Metacritic上《咖啡·愛情》的資料（英文）
- AllMovie上《咖啡·愛情》的资料（英文）
- 開眼電影網上《咖啡·愛情》的資料（繁體中文）